# Euploea sibulanensis
Euploea sibulanensis är en fjärilsart som beskrevs av Julian Jumalon 1971. Euploea sibulanensis ingår i släktet Euploea och familjen praktfjärilar. Inga underarter finns listade i Catalogue of Life.